# Mlanča
Mlanča (en serbe cyrillique : Мланча) est un village de Serbie situé sur le territoire de la ville de Kraljevo, district de Raška. Au recensement de 2011, il comptait 170 habitants.
Mlanča est située sur les bords de la Studenica.

## Démographie
| 1948 | 1953 | 1961 | 1971 | 1981 | 1991 | 2002 | 2011 |
| ---- | ---- | ---- | ---- | ---- | ---- | ---- | ---- |
| 582  | 640  | 646  | 517  | 432  | 295  | 260  | 170  |

|  |